# Theophilus Redwood
Pour les articles homonymes, voir Redwood.
Theophilus Redwood, né le 9 avril 1806 à Boverton (en) où il est mort le 5 mars 1892 à , est un pharmacien gallois, un des membres fondateurs de la Royal Pharmaceutical Society of Great Britain (en). 

## Biographie
Il entre en apprentissage en 1820 chez son beau-frère, Charles Vachell, chirurgien-apothicaire à Cardiff. Vachell avait épousé la demi-sœur aînée de Redwood, Margaret, en 1811.
Redwood traduit Lehrbuch der pharmaceutischen Technik de Karl Friedrich Mohr et l'adapte à la pratique anglaise. Il s'agit du premier manuel de pharmacie anglais et le publie sous le titre Practical Pharmacy: The Arrangements, Apparatus, and Manipulation of the Pharmaceutical Shop and Laboratory, par Francis Mohr et Theophilus Redwood, Taylor, Walton et Maberly, Londres, en 1849. William Procter Jr. (en) a édité une édition américaine pour l'éditeur Lea and Blanchard de Philadelphie. La pharmacie pratique de Procter a été publiée en 1849. 
Secrétaire de la Cavendish Society (1846-1872), président de la Society for Analytical Chemistry (1875-1876) puis vice-président de la Chemical Society, Theophilius Redwood n'a jamais été président de la Pharmaceutical Society, mais a été président des conférences pharmaceutiques britanniques à Glasgow et Plymouth en 1876 et 1877. Il a également été président de la conférence pharmaceutique internationale tenue à Londres en 1881.
Après sa retraite en 1885, il reçoit le titre de professeur émérite à l'unanimité du Conseil de la Société pharmaceutique. Il retourne dans sa maison familiale de Boverton, dont il a hérité et continue à donner des conférences. Sa dernière apparition publique a lieu à la Conférence pharmaceutique de Cardiff en 1891. 
Il meurt à son domicile le 5 mars 1892 et est enterré dans le cimetière de Llantwit Major.
Il épouse Charlotte Elizabeth Moron, fille de Thomas Newborn Robert Morson. De leur union, naît 8 enfants (6 garçons et deux filles).

## Hommages

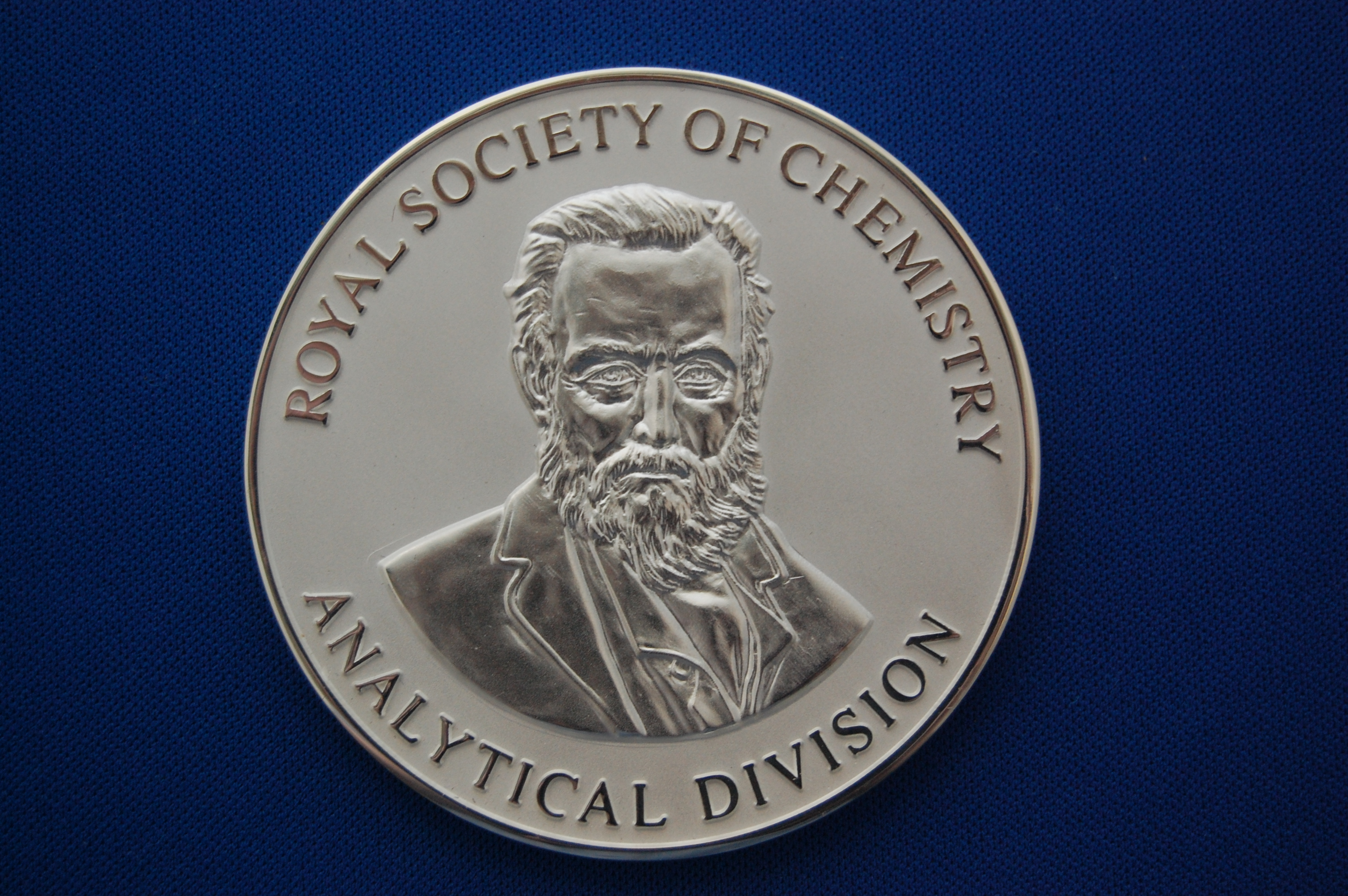
Theophilus Redwood Award medal (2014)

Le prix Theophilus Redwood est décerné par la Royal Society of Chemistry à un scientifique de premier plan en chimie analytique qui se distingue aussi par ses capacités à communiquer. 
Le bâtiment Redwood de l'université de Cardiff, qui abrite l'école de pharmacie et de sciences pharmaceutiques de Cardiff, a été nommé en son honneur.